# Freestyle ai Giochi olimpici
Il freestyle è stato presentato per la prima volta ai Giochi olimpici invernali a Calgary 1988 e solo dall'edizione successiva di Albertville 1992, divenuto a tutti gli effetti competizione da medaglia con unicamente le gare di gobbe, sia maschili che femminili. Nell'edizione seguente divennero ufficiali anche i salti; mentre a Vancouver 2010 si aggiunse la disciplina dello ski cross. Per i Giochi olimpici di Soči 2014 vengono aggiunte anche l'halfpipe e lo slopestyle, come previamente annunciato dal CIO.

## Medaglie assegnate
| Eventi               | 1988 | 1992 | 1994 | 1998 | 2002 | 2006 | 2010 | 2014 | 2018 |
| -------------------- | ---- | ---- | ---- | ---- | ---- | ---- | ---- | ---- | ---- |
| Gobbe maschile       | (d)  | •    | •    | •    | •    | •    | •    | •    | •    |
| Salti maschile       | (d)  | (d)  | •    | •    | •    | •    | •    | •    | •    |
| Ski cross maschile   |      |      |      |      |      |      | •    | •    | •    |
| Halpfpipe maschile   |      |      |      |      |      |      |      | •    | •    |
| Slopestyle maschile  |      |      |      |      |      |      |      | •    | •    |
| Balletto maschile    | (d)  | (d)  |      |      |      |      |      |      |      |
| Gobbe femminile      | (d)  | •    | •    | •    | •    | •    | •    | •    | •    |
| Salti femminile      | (d)  | (d)  | •    | •    | •    | •    | •    | •    | •    |
| Ski cross femminile  |      |      |      |      |      |      | •    | •    | •    |
| Halfpipe femminile   |      |      |      |      |      |      |      | •    | •    |
| Slopestyle femminile |      |      |      |      |      |      |      | •    | •    |
| Balletto femminile   | (d)  | (d)  |      |      |      |      |      |      |      |

## Medagliere
Aggiornato a Pyeongchang 2018. In corsivo le nazioni (o le squadre) non più esistenti.
| Pos | Nazione                      | Oro | Argento | Bronzo | Totale |
| --- | ---------------------------- | --- | ------- | ------ | ------ |
| 1   | Canada                       | 12  | 9       | 4      | 25     |
| 2   | Stati Uniti                  | 9   | 9       | 7      | 25     |
| 3   | Svizzera                     | 4   | 2       | 2      | 8      |
| 4   | Bielorussia                  | 4   | 1       | 2      | 7      |
| 5   | Francia                      | 3   | 5       | 6      | 14     |
| 6   | Australia                    | 3   | 3       | 2      | 8      |
| 7   | Norvegia                     | 3   | 2       | 4      | 9      |
| 8   | Cina                         | 1   | 6       | 4      | 11     |
| 9   | Finlandia                    | 1   | 2       | 1      | 4      |
| 10  | Giappone                     | 1   | 0       | 3      | 4      |
| 11  | Rep. Ceca                    | 1   | 0       | 0      | 1      |
| 11  | Uzbekistan                   | 1   | 0       | 0      | 1      |
| 11  | Ucraina                      | 1   | 0       | 0      | 1      |
| 14  | Russia                       | 0   | 1       | 3      | 4      |
| 15  | Svezia                       | 0   | 1       | 1      | 2      |
| 16  | Atleti Olimpici dalla Russia | 0   | 0       | 2      | 2      |
| 17  | Austria                      | 0   | 1       | 0      | 1      |
| 17  | Germania                     | 0   | 1       | 0      | 1      |
| 17  | Squadra Unificata            | 0   | 1       | 0      | 1      |
| 20  | Kazakistan                   | 0   | 0       | 1      | 1      |
| 20  | Gran Bretagna                | 0   | 0       | 1      | 1      |
| 20  | Nuova Zelanda                | 0   | 0       | 1      | 1      |